# Le petit panier à roulettes (court métrage)
 (mai 2025).
Motif : Sources attestant de la notoriété ?
- Archive Wikiwix
- Bing
- Cairn
- DuckDuckGo
- E. Universalis
- Gallica
- Google
- G. Books
- G. News
- G. Scholar
- Persée
- Qwant
- (zh) Baidu
- (ru) Yandex
- (wd) trouver des œuvres sur Wikidata

| 1. | Préciser le motif de la pose du bandeau. | Précisez le motif de la pose du bandeau en utilisant la syntaxe suivante : {{admissibilité à vérifier\|date=août 2025\|motif=remplacez ce texte par le motif}}                                                   |
| 2. | Informer les utilisateurs concernés.     | Pensez à avertir le créateur de l'article, par exemple, en insérant le code ci-dessous sur sa page de discussion : {{subst:avertissement admissibilité à vérifier\|Le petit panier à roulettes (court métrage)}} |

Pour plus de détails, voir Fiche technique et Distribution.
Le petit panier à roulettes (en anglais : The Little Shopping Trolley) est un court-métrage dramatique canadien réalisé et écrit par Laurence Ly, sorti en 2024. Le film met en scène Laura Luu dans le rôle de Trang, une mère vietnamienne vivant à Montréal, confrontée à des obstacles lorsqu'elle tente d'acheter douze détergents en promotion dans une épicerie locale.

## Synopsis
Vivant avec des moyens limités à Montréal, Trang, une mère d'origine vietnamienne, doit faire preuve de ruse pour faire valoir son droit d'acheter douze détergents à prix réduit qu'on lui refuse dans une épicerie.

## Fiche technique
- Titre original : Le petit panier à roulettes
- Réalisation : Laurence Ly
- Scénario : Laurence Ly
- Musique : Thierry Simard
- Photographie : Guy-Carl Dubé
- Montage : Namaï Kham Po
- Production : Laurence Ly, Koussay Hamzeh
- Société de production : Les Films Voi
- Pays d'origine :  Canada
- Langues : Français, Vietnamien
- Durée : 18 minutes
- Année de sortie : 2024

## Distribution
- Laura Luu
- Chloé Djandji
- Sandrine Bisson
- Jean Bui
- Miko Nguyen-Cromp
- Charlie Nguyen-Cromp
- Charlotte Poitras
- Maxime-Olivier Potvin
- Martin Desgagné
- Michael Richard
- Daniel Bernatchez

## Inspiration
Le film s'inspire de l'enfance du réalisateur à Montréal:
Quand j'étais petit, il y avait beaucoup [...] d'enjeux [qui met de l'avant des barrières linguistiques] dans le quotidien, à l'épicerie ou dans d'autres situations également dans lesquelles je devais traduire. Parfois, il y avait des débats, puis parfois, ça devenait un peu lourd et ça traduit, je dirais, des enjeux de perception,.
Le réalisateur, d'origine cambodgienne et vietnamienne, traduit cette inspiration dans son film et cela a permis à toute une communauté d'immigrants d'origine vietnamienne ayant fuit la guerre du Viêt Nam et qui se sont installés au Québec de reconnaître une histoire qu'ils ont souvent vécus tout en les rendant hommage à l'occasion du 50e anniversaire de la chute de Saïgon et l'arrivée de nombreux réfugiés cambodgiens et vietnamiens au Québec.

## Distinctions

### Récompenses
- 2024 : Prix du meilleur court métrage québécois, Festival international de cinéma et d'art Les Percéides[7]
- 2024 : Prix Crave du meilleur court métrage, Festival du cinéma international en Abitibi-Témiscamingue[8]
- 2024 : Prix du meilleur court métrage international, Jeonju International Short Film Festival[9]
- 2024 : Prix du meilleur réalisateur de court métrage, Jakarta Independant Film Festival[10]
- 2024 : Prix Golden Elephant du meilleur court métrage, Ooty Short Film Festival[9]
- 2025 : Prix meilleure coloration et mention spéciale, Festival Filministes[11]

### Nominations
- 2024 : Meilleur court métrage et Prix Kathleen Shannon, Yorkton Film Festival (en)[12]
- 2024 : Meilleur réalisateur de court métrage canadien et meilleur court métrage canadien, Vancouver Asian Film Festival (en)[13]
- 2025 : Meilleur court métrage, Asian Pop-Up Cinema[14]
- 2025 : Meilleure interprétation dans un court métrage de fiction[15], Laura Luu, Prix Écrans canadiens[16]

### Sélections
- 2024 : Compétition officielle, Kaohsiung Film Festival[17]
- 2024 : Compétition officielle, Festival Fantasia[18]
- 2024 : Compétition officielle, New Orleans Film Festival[19]
- 2024 : Compétition officielle, Festival Tous Courts Aix-en-Provence[20]
- 2024 : Compétition officielle, Viet Film Fest[21]